# موصل محكم
الموصل المحكم(بالإنجليزية: Tight junction أو Occludens junction)‏ هو موصل خلوي متعدد البروتين وظيفته منع تسرب جزيئات الماء والذائبات والإغلاق المحكم للمسار بين الخلوي، لكنه يمكن أن يعمل أيضا كمسارات مسربة عن طريق تكوين قنوات انتقائية للكاتيونات أو الأنيونات صغيرة الحجم أو الماء. الموصلات المحكمة توجد في الفقاريات فقط.

## التركيب
تتكون الموصلات المحكمة من شبكة من الخيوط المتفررعة والمتشابكة، بحيث يعمل كل خيط بشكل مستقل عن الآخر. لذا فإن كفاءة الموصل في منع مرور الأيونات تزداد بزيادة عدد الخيوط. يتكون الخيط الواحد من صف من البروتينات عبر الغشائية المدمجة في طبقتي الغشاء الخلوي، مع نطاقات بروتينية خارج الخلية تنضم إلى بعضها البعض مباشرة. يوجد على الأقل 40 بروتين يكونون الموصلات المحكمة، أشهر هذه البروتينات كلاودين وأوكلودين. مثل هذه البروتينات تتحد مع بروتينات غشائية محيطية مختلقة كبروتين الموصل المحكم 1 أو ZO-1 الموجود على الجانب الداخلي للغشاء الخلوي، والذي يثبت الخيوط في الأكتين، مكون الهيكل الخلوي. لذا، فإن الموصلات المحكمة تضم الهياكل الخلوية للخلايا المتجاورة.

## الوظيفة
تقوم الموصلات المحكمة بوظائف حيوية:
- تضم الخلايا إلى بعضها البعض.

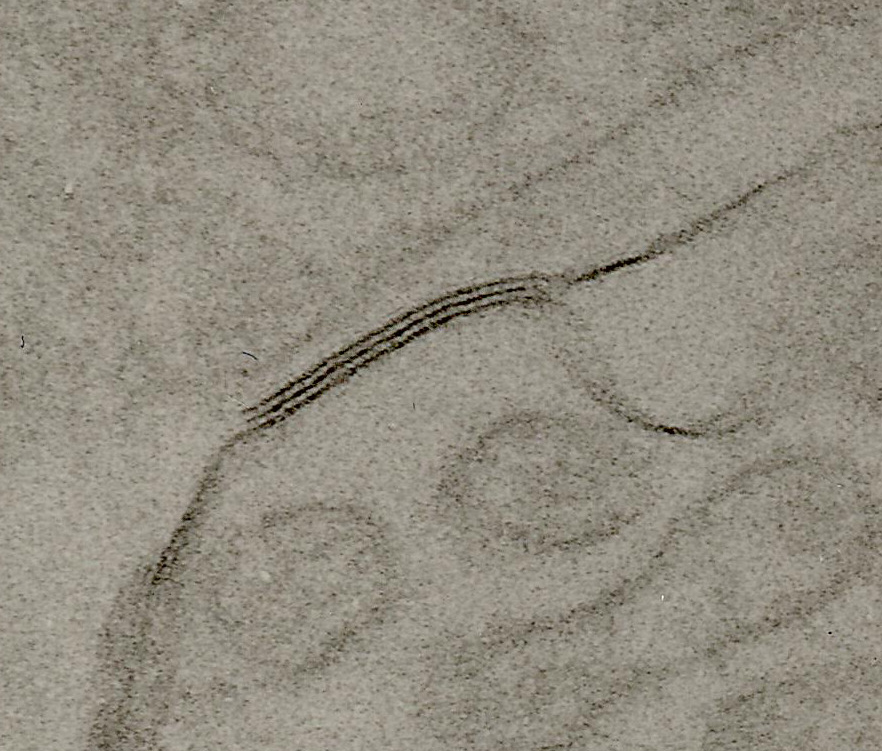
صورة بالمجهر الإلكتروني النافذ لنبيب كلوي قريب مصبوغ سلبيا في نسيج كلية فأر بتكبير ~55,000x و 80 كف مع موصل محكم.

- تعمل كحاجز، وهذه يمكن تقسيمها إلى حواجز وقائية وحواجز وظيفية الغرض منها نقل المواد والحفاظ على الاتزان التناضحي:
  - تساعد الموصلات المحكمة في الحفاظ على قطبية الخلايا بمنع الانتشار الجانبي للبروتينات الغشائية المدمجة بين الأسطح القمية والجانبية والقاعدية للخلية،[2] وتسمح بذلك بالحفاظ على الوظائف الخاصة بكل سطح، وهذا يهدف إلى الحفاظ على النقل عبر الخلايا.
  - تمنع الموصلات المحكمة مرور الجزيئات والأيونات خلال المساحة الموجودة بين الخلايا المتجاورة؛ لذا فإن المواد لابد أن تدخل الخلايا فعليا لتنتشر خلال النسيج. المسار داخل الخلوي المحدود بالموصلات المحكمة يوفر تحكما دقيقا بالمواد التي يمكن أن تمر عبر نسيج معين، مثلما يحدث في الحاجز الدموي الدماغي. حاليا، ليس واضحا ما إذا كان التحكم نشطا أم سلبيا، بالإضافة إلى كيفية تكوين هذه المسارات. في إحدى الدراسات عن النقل بين الخلوي عبر الموصلات المحكمة في النبيب الكلوي القريب، اقترح نموذج مسار مزدوج يتكون من فتحات غير منتظمة في مجموعة الموصلات المحكمة بالإضافة إلى عدد من الفتحات الصغيرة الدائرية.[6]

في جسم الإنسان يوجد نوعان رئيسيان من الظهارات بهما ضربان مميزان من آلية الحاجز. التراكيب المتعلقة بالبشرة مثل الجلد تكون حاجزا مكونا من عدة طبقات من الخلايا الحرشفية الكيراتينية. على الجانب الآخر، تعتمد الظهارات الداخلية بشكل أساسي على الموصلات المحكمة في أداْ وظيفة الحاجز. مثل هذا النوع من الحواجز يتكون بين طبقة أو طبقتين فقط من الخلايا. تشير الأبحاث الحديثة إلى أن الموصلات المحكمة لها دور أيضا في أداء وظيفة الحاجز بالجلد.

## التصنيف
طبقا لقدرة الموصلات المحكمة على منع حركة الماء والذوائب، تصنف الظهارات إلى نوعين:
- الأنسجة المحكمة بها موصلات محكمة تمنع معظم الحركة بين الخلايا. أمثلة ذلك الأنبوبة الملتوية البعيدة والقنوات الجامعة في النفرون في الكلية، وأيضا في قنوات الصفراء داخل الكبد
- الأنسجة المسربة ليس بها موصلات محكمة، أو يوجد بها ولكن بدرجة أقل عددا وتعقيدا. مثال ذلك النبيب الكلوي القريب.

## وصلات خارجية
- Tight+Junctions في المكتبة الوطنية الأمريكية للطب نظام فهرسة المواضيع الطبية (MeSH).

- صور نسيجية: 20502loa — نظام تعلم علم الأنسجة في جامعة بوسطن